# Episodi di Futurama (quarta stagione)
La quarta stagione della serie animata Futurama, composta da diciotto episodi, è andata in onda negli USA tra il 10 febbraio 2002 e il 10 agosto 2003 a intervalli irregolari, segnale che la vita del programma era ormai segnata; un paio di episodi di questa stagione produttiva sono stati trasmessi dal 10 al 17 febbraio 2002 e uno il 21 aprile dello stesso anno, mentre i restanti vennero distribuiti tra il 10 novembre e il 10 agosto 2003, giorno in cui fu programmato l'episodio finale Musica dal profondo.
In Italia tre episodi, quelli trasmessi prima cronologicamente negli Stati Uniti, furono mandati in onda dal 1º all'11 settembre 2003; tutti i restanti dal 7 al 29 giugno 2004. Questa stagione è stata replicata su Italia 1 nel formato 16:9 in pillarbox.
| n. | Codice di produzione | Titolo italiano       | Titolo originale                      | Prima TV USA     | Prima TV Italia   |
| -- | -------------------- | --------------------- | ------------------------------------- | ---------------- | ----------------- |
| 1  | 4ACV01               | Aliena vita da alieno | Kif Gets Knocked Up A Notch           | 12 gennaio 2003  | 14 giugno 2004    |
| 2  | 4ACV02               | Muta come un pesce    | Leela's Homeworld                     | 17 febbraio 2002 | 2 settembre 2003  |
| 3  | 4ACV03               | Amore e razzi         | Love and Rocket                       | 10 febbraio 2002 | 1º settembre 2003 |
| 4  | 4ACV04               | Meno di eroe          | Less Than Hero                        | 2 marzo 2003     | 15 giugno 2004    |
| 5  | 4ACV05               | Sapore di libertà     | A Taste of Freedom                    | 22 dicembre 2002 | 11 giugno 2004    |
| 6  | 4ACV06               | Quelli del P.U.Z.Z.A. | Bender Should Not Be Allowed on TV    | 3 agosto 2003    | 28 giugno 2004    |
| 7  | 4ACV07               | Cuore di cane         | Jurassic Bark                         | 17 novembre 2002 | 8 giugno 2004     |
| 8  | 4ACV08               | Crimini del caldo     | Crimes of the Hot                     | 10 novembre 2002 | 7 giugno 2004     |
| 9  | 4ACV09               | Ritorno al presente   | Teenage Mutant Leela's Hurdles        | 30 marzo 2003    | 16 giugno 2004    |
| 10 | 4ACV10               | Il perché di Fry      | The Why of Fry                        | 6 aprile 2003    | 17 giugno 2004    |
| 11 | 4ACV11               | Così fan tutti        | Where No Fan Has Gone Before          | 21 aprile 2002   | 11 settembre 2003 |
| 12 | 4ACV12               | Miele amaro           | The Sting                             | 1º giugno 2003   | 10 giugno 2004    |
| 13 | 4ACV13               | Lei... Bender         | Bend Her                              | 20 luglio 2003   | 23 giugno 2004    |
| 14 | 4ACV14               | Bender Crusoe         | Obsoletely Fabulous                   | 27 luglio 2003   | 24 giugno 2004    |
| 15 | 4ACV15               | Dossi e paradossi     | The Farnsworth Parabox                | 8 giugno 2003    | 18 giugno 2004    |
| 16 | 4ACV16               | Trecento bigliettoni  | Three Hundred Big Boys                | 15 giugno 2003   | 21 giugno 2004    |
| 17 | 4ACV17               | Nasi afrodisiaci      | Spanish Fry                           | 13 luglio 2003   | 22 giugno 2004    |
| 18 | 4ACV18               | Musica dal profondo   | The Devil's Hands Are Idle Playthings | 10 agosto 2003   | 29 giugno 2004    |

## Amore e razzi
- Sceneggiatura: Dan Vebber
- Regia: Brian Sheesley
- Messa in onda originale: 10 febbraio 2002
- Messa in onda italiana: 1º settembre 2003

La navetta della Planet Express subisce un upgrade, e le viene aggiunta una voce femminile, di cui Bender si innamora. Inizia una storia d'amore fra i due, che però va a finire male quando la navicella scopre che Bender non è fedele: sopraffatta dal dolore, la navetta decide di "suicidarsi" gettandosi dentro un quasar. Fry e Leela dovranno introdursi nel centro di controllo della nave e de-programmarla per salvare tutto l'equipaggio. 
Intanto il prof. Farnsworth si aggiudica un contratto con la Romanticorp, azienda produttrice di gadget tra cui cuoricini con messaggi d'amore che torneranno utili per scongiurare un'altra invasione della Terra da parte degli Omicroniani ma gli Omicroniani rifiutano disgustati i cuoricini, che verranno tenuti dalla Planet Express dove Fry cercherà tra i cuoricini una frase d'amore per conquistare Leela.
- Sottotitolo iniziale: SE VEDI IL ROBOT, BEVI!
- Guest star: Sigourney Weaver (voce della navetta Planet Express), Lucy Liu (se stessa), Lauren Tom (Amy)
- Curiosità: Il robot che gestisce la navetta è la copia femminile di Hal 9000. La disattivazione del cervello dell'automa e movimenti di Leela sono la parodia di 2001: Odissea nello spazio, famoso film di Stanley Kubrick, in cui David Bowman disattiva Hal 9000 nella stanza del suo cervello. La differenza è che a disattivare il cervello nel film è solo il superstite Bowman, invece qui sono Fry e Leela.

## Muta come un pesce
- Sceneggiatura: Kristin Gore
- Regia: Mark Ervin
- Messa in onda originale: 17 febbraio 2002
- Messa in onda italiana: 2 settembre 2003

Leela fa una visita all'orfanotrofio dove è stata allevata e riceve un premio per aver fatto strada nella vita; Bender intanto gestisce un business illegale, smaltire rifiuti di ogni genere gettandoli nelle fogne cittadine. I mutanti delle fogne non ne possono più e rapiscono lui assieme a Leela e Fry per gettarli nelle acque ultra-inquinate e trasformarli così in esseri mutanti come loro: due individui incappucciati intervengono, li salvano e spariscono.
Leela si mette a indagare e, grazie a Fry e al professor Farnsworth, scopre che i due sono i suoi genitori e che lei non è un'aliena, bensì un'umana mutata perché nata da due umani che avevano subito mutazioni. I genitori le spiegano che hanno preferito che lei crescesse credendo di essere un'aliena perché in questo modo non avrebbe dovuto vivere una vita miserabile come la loro.
- Sottotitolo iniziale: È COME "SIMPATICHE CANAGLIE" CON I LASER
- Guest star: Maurice LaMarche, David Herman, Phil LaMarr, Lauren Tom

## Così fan tutti
- Sceneggiatura: David A. Goodman
- Regia: Pat Shinagawa
- Messa in onda originale: 21 aprile 2002
- Messa in onda italiana: 11 settembre 2003

Nel futuro, Star Trek è diventato fuorilegge perché si temeva che i "trekkies", i fan della serie, avrebbero assunto troppo potere. Fry, però, vuole recuperare le registrazioni della serie e, dopo aver scoperto che tutto il materiale relativo a Star Trek è stato portato sul pianeta Omega 3, conduce là la Planet Express assieme a tutto l'equipaggio (e alla testa di Leonard Nimoy). Giunti sul pianeta, scoprono che il cast originale è costretto a replicare all'infinito i vari episodi per il perverso piacere di Melllvar, un essere di pura energia nonché fan sfegatato di Star Trek.
Melllvar riesce a far combattere gli attori contro l'equipaggio della PE, ma sua madre lo interrompe; tutti allora cercano di scappare, ma Melllvar li insegue sulla sua astronave. Ci vorrà un intervento di Fry, anche lui grandissimo fan di Star Trek, per mettere le cose a posto.
- Sottotitolo iniziale: Dove nessun fan si è mai spinto prima
- Guest star: William Shatner (se stesso / capitano James T. Kirk), Leonard Nimoy (se stesso / primo ufficiale Spock), Walter Koenig (se stesso / Pavel Chekov), George Takei (se stesso / Hikaru Sulu), Nichelle Nichols (se stessa / Nyota Uhura), Jonathan Frakes (se stesso), David Herman, Maurice LaMarche (Melllvar)

## Crimini del caldo
- Sceneggiatura: Aaron Ehasz
- Regia: Peter Avanzino
- Messa in onda originale: 10 novembre 2002
- Messa in onda italiana: 7 giugno 2004

A Kyōto si tiene una conferenza sul problema del riscaldamento globale presieduta dalla testa di Al Gore a cui partecipano tutti gli scienziati del mondo. A un certo punto si scopre che il professor Farnsworth è uno dei maggiori responsabili di questa situazione: anni prima, quando ancora lavorava per Mamma, aveva creato un prototipo di robot le cui emissioni erano nocive per l'ambiente; da quel robot sono poi discesi tutti i robot odierni.
Il prof. Wernstrom propone allora di distruggere ogni robot sulla faccia della Terra, e per farlo indicono una festa sulle isole Galápagos aperta a tutti i robot, che in realtà è un pretesto per distruggerli. Alla fine però saranno proprio le emissioni dei robot a salvare il mondo.
- Sottotitolo iniziale: Causa di pazzia nei topi di laboratorio
- Guest star: Al Gore (se stesso), Phil LaMarr, Lauren Tom (Amy), David Herman, Frank Welker, Maurice LaMarche (Morbo, Edonismobot)

## Cuore di cane
- Sceneggiatura: Eric Kaplan
- Regia: Swinton O. Scott III
- Messa in onda originale: 17 novembre 2002
- Messa in onda italiana: 8 giugno 2004

Fry va a visitare la ricostruzione di una pizzeria del XX secolo. Lì scopre che si tratta proprio della pizzeria in cui lavorava quando fu ibernato. Esposta nella pizzeria trova anche i resti fossilizzati del suo cane Seymour. Quindi inizia un flashback nel quale si vede l'incontro tra il ragazzo e il cane e la loro amicizia: decide così di chiedere al professore di riportare in vita il cane dalle tracce di DNA, ma Bender non è d'accordo, dato che teme di perdere il posto come miglior amico di Fry, e getta il cane fossile nella lava. Alla fine Bender viene convinto a recuperare il fossile, ma stavolta è lo stesso Fry a voler interrompere l'esperimento: dopo aver scoperto che il cane ha vissuto altri 12 anni dopo la sua ibernazione non vuole più riportarlo in vita, perché è convinto che si sia scordato di lui. In un flashback nel finale, però, mostra come Seymour avesse aspettato Fry davanti alla pizzeria dove lavorava per 12 anni con le uniche differenze del posto e del tempo di attesa (storia ispirata alla vicenda del cane giapponese Hachikō).
(La storia di quest'ultimo flashback viene modificata nel primo film di Futurama, "il colpo grosso di Bender" dove grazie a un paradosso temporale esistono due Fry, il primo che viene ibernato e il secondo che ritorna indietro nel tempo per continuare la sua vita nel presente. Comunque il cane muore nel 2012, a seguito di un'esplosione che lo fossilizza)
- Sottotitolo iniziale: Non affiliato con il Futurama Pugno di Ferro Co.
- Guest star: David Herman, Lauren Tom (Amy), Frank Welker (Seymour il cane), Tom Kenny (Yancy Fry), Kath Soucie (Cubert, ragazzo alla Pizzeria Panucci), Maurice LaMarche

## Sapore di libertà
- Sceneggiatura: Eric Horsted
- Regia: James Purdum
- Messa in onda originale: 22 dicembre 2002
- Messa in onda italiana: 11 giugno 2004

Sulla Terra si festeggia il Giorno della Libertà, in cui ognuno fa ciò che gli pare. L'equipaggio della Planet Express si reca a Washington per festeggiare, e Zoidberg ne approfitta per mangiare la bandiera terrestre al cospetto del presidente Nixon. Zoidberg viene condannato a morte per vilipendio, ma per evitare la pena si rifugia nell'ambasciata del suo pianeta natale Decapod 10. Intanto viene celebrato un processo che Zoidberg perde: i Decapodiani decidono così di dichiarare guerra alla Terra per evitare che un loro simile venga ucciso e riusciranno a ridurre in schiavitù la Terra per far apprezzare ai terrestri il vero significato della libertà. Toccherà a Zoidberg rimettere a posto la situazione.
- Sottotitolo iniziale: O Cosa?
- Guest star: Phil LaMarr, Lauren Tom (Amy), David Herman, Phil Hendrie, Frank Welker (barbone, Old Man Waterfall, Frieda Waterfall), Maurice LaMarche (Morbo)

## Aliena vita da alieno
- Sceneggiatura: Bill Odenkirk
- Regia: Wesley Archer
- Messa in onda originale: 12 gennaio 2003
- Messa in onda italiana: 14 giugno 2004

Continua la storia d'amore tra Amy e Kif, ma lei non si sente ancora pronta a vivere assieme a lui. Dopo un incidente in cui degli ologrammi hanno preso vita rischiando di far morire tutti, viene controllato lo stato di salute di ciascun membro della Planet Express e così si scopre che Kif è incinto di Leela!
I membri della sua specie rimangono incinti quando vengono presi per mano, ed è loro tradizione tornare sul loro pianeta natale per partorire nello stesso esatto punto dove sono nati. Amy, dato che non è la madre perché Kif ha toccato Leela, dapprima non vuole assistere al parto, ma poi cambia idea e decide di raggiungere il suo amato.
- Sottotitolo iniziale: LA SERIE PREFERITA DA BIGFOOT
- Guest star: Lauren Tom (Amy), Phil LaMarr, David Herman, Frank Welker, Maurice LaMarche (Kif)

## Meno di eroe
- Sceneggiatura: Ron Weiner
- Regia: Susan Dietter
- Messa in onda originale: 2 marzo 2003
- Messa in onda italiana: 15 giugno 2004

Fry e Leela sono doloranti in seguito al montaggio di un mobile "πKEA", e per curarli Zoidberg li spalma con una crema ideata da un ciarlatano: l'effetto collaterale della medicazione è quello di generare dei superpoteri nei due, i quali decidono di mettersi a servizio della giustizia sotto i nomi di "Capitan Yesterday" ("Capitan Ieri") e "Pestarella", mentre Bender si unisce a loro con il nome di "SuperKing". Un criminale che controlla gli animali, il Guardiano dello Zoo, annuncia che ruberà una gemma dal Museo di New New York: i nuovi supereroi sventano il crimine, ma sfortunatamente Leela aveva promesso ai suoi genitori di farsi trovare proprio in quel giorno al museo.
Per farsi perdonare l'assenza, Leela svela ai genitori di avere una doppia identità, ma essi si lasciano sfuggire l'informazione, consentendo così al Guardiano dello Zoo di rapirli e ricattare Leela costringendola a rubare la gemma. Come se ciò non bastasse, l'effetto della crema miracolosa cessa.
- Sottotitolo iniziale: Presto diventerà la religione dominante
- Guest star: David Herman (Sindaco Pupuski, borseggiatore), Phil LaMarr (Hermes), Lauren Tom (Amy), Maurice LaMarche (mutante della pubblicità)

## Ritorno al presente
- Sceneggiatura: Bill Odenkirk
- Regia: Wesley Archer
- Messa in onda originale: 30 marzo 2003
- Messa in onda italiana: 16 giugno 2004

Tutti sono d'accordo nel dire che il professore è ormai diventato troppo anziano, così lo portano alle terme dove si trova la fonte della giovinezza. A causa di un incidente però tutto l'equipaggio della Planet Express ringiovanisce di diversi anni: la cosa fa piacere a Leela, che così può rivivere la sua adolescenza (che nella realtà ha passato sempre in orfanotrofio) con la sua famiglia. Quando però tutti gli altri ringiovaniscono ulteriormente in seguito a un esperimento, rischiando di sparire del tutto, Leela li porta alla "fonte dell'invecchiamento". Per lei si prospetta un dilemma: restare una teenager o salvare i suoi amici?
- Sottotitolo iniziale: ORA INTERATTIVO! Col joystick controllate l'orecchio sinistro di Fry
- Guest star: David Herman, Phil LaMarr (Hermes), Lauren Tom (Amy), Dawnn Lewis (LaBarbara Conrad), Maurice LaMarche

## Il perché di Fry
- Sceneggiatura: David X. Cohen
- Regia: Wesley Archer
- Messa in onda originale: 6 aprile 2003
- Messa in onda italiana: 17 giugno 2004

Fry è depresso perché si sente inutile, e Mordicchio lo porta sul suo pianeta natale e gli spiega che è stato un eroe per aver salvato la Terra dall'invasione dei cervelli giganti, dato che, essendo il nonno di se stesso, il suo cervello ha un'anomalia genetica che lo rende immune alle onde dei cervelli spaziali. Mordicchio poi gli affida una pericolosa missione: infiltrarsi nella base dei cervelli per far detonare una bomba la cui esplosione scaraventerà loro e la base in una dimensione da cui non si può tornare.
Fry accetta, ma il mezzo fornitogli dai Mordicchiani, la navetta "Puffete-Puffete", va in pezzi e così lui rimane coinvolto nell'esplosione assieme ai cervelli, i quali gli mostrano una cosa sconvolgente: è stata colpa di Mordicchio se lui mille anni prima fu ibernato, dato che la sua specie sapeva che il suo difetto genetico li avrebbe aiutati. I cervelli allora convincono Fry a tornare indietro nel tempo per evitare il suo congelamento e vivere una vita normale nel 1999: Fry accetta, ma l'incontro con Mordicchio gli fa capire che se non torna nel futuro non incontrerà mai Leela: allora Fry fa in modo che il suo se stesso passato venga congelato, e torna nel futuro grazie a un paradosso temporale: Mordicchio, infatti, avvertito da Fry che la navetta "Puffete-Puffete" con cui si era intrufolato nella base dei cervelli si romperà, la sostituisce con una più potente, consentendo a Fry di completare la missione.
- Sottotitolo iniziale: Patate spaziali ballerine? Puoi scommetterci!
- Guest star: Bob Odenkirk (Chaz), David Herman, Lauren Tom (Amy), Frank Welker (Mordicchio), Nicole St. John (Sally), Kath Soucie, Maurice LaMarche

## Miele amaro
- Sceneggiatura: Patric M. Verrone
- Regia: Brian Sheesley
- Messa in onda originale: 1º giugno 2003
- Messa in onda italiana: 10 giugno 2004

La nuova missione della Planet Express è recuperare del miele prodotto dalle api spaziali. La missione riesce, ma Leela decide di portare con sé una piccola ape regina, che però si sveglia e cerca di pungerla. Fry si getta su di lei per salvarla, ma mentre Leela riceve solo una ferita superficiale, il ragazzo viene trafitto dal pungiglione e muore.
Dopo il funerale di Fry, Leela è piena di rimorso e inizia a mangiare un po' del miele, addormentandosi e facendo strani sogni che riguardano lei e Fry. Dai sogni emerge che Fry sarebbe ancora vivo, ma gli altri membri dell'equipaggio fanno passare Leela per pazza. Alla fine si scopre che tutti i sogni e le esperienze avvenute dopo l'attacco dell'ape non erano reali: Leela era entrata in coma dopo che il veleno iniettatole dall'ape era entrato in circolo, e Fry, rimasto solo ferito, aveva vegliato su di lei per tutti i giorni del coma, implorandola di svegliarsi: per questo lei lo aveva sognato, e capisce così di amarlo.
- Sottotitolo iniziale: Un sottoprodotto dell'industria televisiva
- Guest star: Frank Welker (Mordicchio), David Herman, Dawnn Lewis (LaBarbara Conrad), Lauren Tom (Amy), Phil LaMarr (Hermes, ex capitano della Planet Express)

## Dossi e paradossi
- Sceneggiatura: Bill Odenkirk
- Regia: Ron Hughart
- Messa in onda originale: 8 giugno 2003
- Messa in onda italiana: 18 giugno 2004

Il prof. Farnsworth inventa una scatola che porta in un universo parallelo, ma temendo che possa essere usata per gli scopi sbagliati ordina ai suoi di gettarla nel Sole. Leela però non resiste e la apre, venendo risucchiata nell'universo 1, molto simile all'universo A, cioè quello "normale", se non per alcuni particolari determinati tutti dal diverso esito del lancio di una moneta. Anche il Farnsworth dell'universo 1 ha ideato una scatola simile, e anche questa porta a un altro universo... Zoidberg e un suo omologo, che si sentono ignorati da tutti, rubano le scatole costringendo i due equipaggi della Planet Express a saltare da una dimensione parallela all'altra, ma intanto Hermes sta per compiere la missione di distruggere la scatola, condannando inconsapevolmente a morte i suoi amici. Alla fine però tutto si risolve e, per evitare futuri guai, i due Farnsworth si scambiano le reciproche scatole, quindi da lì in avanti, alla Planet Express, sarà custodita una scatola contenente l'intero universo, però i dipendenti della ditta dimostrano subito di non essere proprio portati ad averne cura. In compenso, avendo visto come Fry e Leela siano felicemente sposati nell'universo 1, la Leela dell'universo A decide di dare a Fry una possibilità e accetta di uscire con lui.
- Sottotitolo iniziale: È come un calcio sulle gengive
- Guest star: Phil LaMarr (Hermes, Hermes A), Lauren Tom (Amy, Amy A), Maurice LaMarche

## Trecento bigliettoni
- Sceneggiatura: Eric Kaplan
- Regia: Swinton O. Scott III
- Messa in onda originale: 15 giugno 2003
- Messa in onda italiana: 21 giugno 2004

Quando la testa di Nixon ordina che vengano dati a tutti i terrestri 300 dollari, ogni membro della Planet Express decide come spenderli: Fry vuole bere 100 caffè, Leela va a trovare una balena, il professore fa una cura ringiovanente, Bender compra degli attrezzi con cui ruberà il sigaro più caro al mondo, Amy si fa un tatuaggio vocale, Kif compra un orologio per Amy, Hermes acquista degli stivali con i trampoli che regala a suo figlio. Alla fine Amy fa finire l'orologio nella pancia della balena, e Kif viene arrestato per aver tentato di recuperarlo, poi tutti si ritrovano a una festa per soli ricchi; Hermes irrompe improvvisamente a causa degli stivali fuori controllo e urta Bender che fa cadere il sigaro e scatena un incendio: sembra tutto perduto, ma Fry, che ha raggiunto uno stato di sovreccitazione a causa dell'eccesso di caffeina, riesce a salvare tutti.
- Sottotitolo iniziale: Votato "il migliore"
- Guest star: Roseanne Barr (ologramma di se stessa), Phil LaMarr (Hermes), Lauren Tom (Amy), David Herman, Maurice LaMarche (Morbo, Kif)

## Nasi afrodisiaci
- Sceneggiatura: Ron Weiner
- Regia: Peter Avanzino
- Messa in onda originale: 13 luglio 2003
- Messa in onda italiana: 22 giugno 2004

Fry viene rapito dagli alieni e al suo ritorno gli manca il naso: si scopre che per gli alieni i nasi umani sono considerati un afrodisiaco. Fry ovviamente non ci sta e assieme a Bender e Leela parte alla ricerca del naso: arrivano in un sexy shop e scoprono che il re di Omicron Perseo 8 vuole usare il naso di Fry per migliorare il rapporto con la moglie. Bender riesce a farlo desistere ma involontariamente lo convince che il "corno inferiore" (il pene) umano sarebbe un miglior afrodisiaco, e Leela per evitare che Fry venga evirato organizza una cenetta in montagna per il re e sua moglie. La cena si rivela un fallimento, ma un'apparizione del Bigfoot si rivelerà provvidenziale per salvare la situazione.
- Sottotitolo iniziale: -
- Guest star: Lauren Tom (Amy), Phil LaMarr (Hermes), David Herman (ranger del parco), Maurice LaMarche (Liure, Morbo)

## Lei... Bender
- Sceneggiatura: Mike Rowe
- Regia: James Purdum
- Messa in onda originale: 20 luglio 2003
- Messa in onda italiana: 23 giugno 2004

Bender vuole partecipare alle Olimpiadi, ma le prove di piegatura destinate ai robot del suo tipo sono troppo difficili, così si fa modificare dal professore in modo da diventare una fem-bot e, con il nome di Colette (proveniente dall'inesistente stato di "Robonia"), vince ben cinque medaglie d'oro. Al momento di farsi intervistare, il robot attore Calculon, presente in trasmissione, si innamora di lei/lui.
Bender decide così di restare fem-bot fino ad aver ottenuto un cospicuo numero di regali, per poi tornare normale e rivendere tutto; al tempo stesso però non vuole ferire i sentimenti di Calculon. Saranno Fry e Leela a salvarlo dalle nozze con degli stratagemmi che ricalcano le telenovelas interpretate da Calculon.
- Sottotitolo iniziale: Troppo sexy per la radio
- Guest star: Dawnn Lewis (LaBarbara Conrad)

## Bender Crusoe
- Sceneggiatura: Dan Vebber
- Regia: Swayne Caray-Hill
- Messa in onda originale: 12 gennaio 2003
- Messa in onda italiana: 14 giugno 2004

Alla fiera mondiale della robotica viene presentato il nuovo avanzatissimo modello 1-X, che rischia di rendere Bender obsoleto. Bender, non volendosi sottoporre a un processo di upgrade obbligatorio che lo porterà ad amare il nuovo robot perché teme di perdere la sua umanità, scappa con una zattera e naufraga su di un'isola che, a sua insaputa, è abitata da robot di modelli decisamente sorpassati. Facendo amicizia con loro e condividendo le loro idee di vita naturalistica, si fa ricostruire un corpo di legno e assieme ai suoi nuovi amici torna sulla terraferma per dichiarare guerra alle nuove tecnologie.
Tuttavia, quando un incendio mette in pericolo le vite dell'equipaggio della Planet Express, lui non può salvare nessuno perché è di legno e così deve lasciare fare tutto a 1-X. Alla fine deciderà di tornare come prima e accettare l'esistenza di 1-X. Però poi si scopre che l'intera vicenda della fuga, del naufragio, della guerra e la conseguente accettazione di Bender per 1-X è stata tutta una simulazione indotta dal processo di upgrade.
- Sottotitolo iniziale: Non puoi dimostrare che non accadrà
- Guest star: Phil LaMarr (Hermes), Lauren Tom (Amy), David Herman, Frank Welker (Mordicchio), Maurice LaMarche (Cartridge-bot)

## Quelli del P.U.Z.Z.A.
- Sceneggiatura:Lewis Morton
- Regia: Ron Hughart
- Messa in onda originale: 3 agosto 2003
- Messa in onda italiana: 28 giugno 2004

Bender partecipa alle selezioni per un posto da attore nella sua soap-opera preferita Tutti i miei circuiti, e grazie a imbrogli vari riesce a passarle. Il personaggio da lui interpretato è sostanzialmente se stesso, sempre rozzo e maleducato: questo garantisce ottimi ascolti al programma e lo fa presto diventare una stella della TV. Il professore e Hermes fondano il movimento P.U.Z.Z.A. (Padri Uniti Zittiscono Zotici Attori) per protestare contro il cattivo esempio che Bender dà ai bambini, e lo stesso Bender si rende conto che hanno ragione, finendo per andare lui stesso a capo della marcia diretta a Hollywood per protestare contro la TV spazzatura e contro sé stesso...
- Sottotitolo iniziale: Dal 1999 ti controlla grazie ad un chip nelle tue chiappe
- Guest star: Phil LaMarr (Hermes), David Herman, Kath Soucie (Cubert, Emototron Jr.), Bumper Robinson (Dwight), Maurice LaMarche (Morbo, Calculon)

## Musica dal profondo
- Sceneggiatura: Ken Keeler
- Regia: Rich Moore
- Messa in onda originale: 10 agosto 2003
- Messa in onda italiana: 29 giugno 2004

Fry vorrebbe imparare a suonare l'olofono, e Bender lo conduce all'inferno dei robot al cospetto di Robodiavolo, il quale dice che può fare lo scambio delle sue mani con quelle di un altro robot a caso: capita proprio Robodiavolo che a malincuore deve sostituire le sue mani con quelle di Fry. Fry diventa un suonatore eccezionale e decide così di conquistare il cuore di Leela attraverso un'opera commissionatagli dall'Edonismo-bot; Bender però fa un altro scambio e riceve una tromba da stadio al posto del naso solo per il gusto di infastidire gli altri.
A causa del frastuono di questa tromba Leela diventa sorda: si vergogna di dirlo a Fry e si reca ugualmente alla prima dell'opera, ma durante l'intervallo si rivolge a Robodiavolo per ottenere un paio di orecchie robotiche (quelle di Calculon). In cambio Leela dovrà cedere la sua mano sinistra a Robodiavolo. Questi, a un certo punto, interrompe lo spettacolo perché si sente preso in giro e rivela che una clausola del contratto impone a Leela di sposarlo: Fry non lo accetta e quindi restituisce le mani a Robodiavolo per rompere il contratto, anche se ciò significa che non sarà più in grado di suonare l'olofono e così la sua opera fallirà miseramente. Ma Leela sorprenderà Fry e gli chiederà di suonare la fine dell'opera. Alla fine, si vedono delle figure abbozzate di Leela e Fry che camminano tenendosi per mano.
- Sottotitolo iniziale: Ci vedremo su qualche altro canale / Arrivederci su un altro canale
- Guest star: Dan Castellaneta (Robodiavolo), Lauren Tom (Amy), Phil LaMarr (Hermes, robot predicatore), David Herman (Scruffy), Maurice LaMarche (Edonismo-Bot)